# Mychajło Bojczuk
Mychajło Bojczuk ukr. Миха́йло Льво́вич Бойчу́к (ur. 30 października 1882 w Romanówce, zm. 13 lipca 1937 w Kijowie) – ukraiński malarz i taternik, twórca nowobizantyjskiej szkoły malarskiej, mąż Zofii Nalepińskiej, siostry pisarza Tadeusza Nalepińskiego. Jeden z przedstawicieli rozstrzelanego odrodzenia.

## Życiorys
Syn Lwa (lub Łeontija) Bojczuka – rolnika, który po śmierci swojej pierwszej żony – matki Bojczuka – Hanny, wziął ślub powtórnie. Po wojnie dom rodzinny Bojczuków spłonął, a wraz z nim pierwsze obrazy Mychajła.
1898 – przybył do Lwowa i rozpoczął studia w pracowni  Juliana Pankewicza.
Na koszt Towarzystwa Naukowego im. Szewczenki i metropolity Andrzeja Szeptyckiego studiował na krakowskiej Akademii Sztuk Pięknych, w Akademii Sztuk Pięknych w Wiedniu, później u Leona Wyczółkowskiego w Krakowie. Akademię zakończył ze srebrnym medalem i wyjechał na studia w Akademii Sztuk Pięknych w Monachium, później do Paryża. Podczas pobytu w Paryżu stworzył ideę monumentalizmu (twórczość zespołowa). Współpracował z grupą artystów, tzw. „bojczukistów”, od jego nazwiska: Mykoła Kasperowicz, Zofia Baudouin de Courtenay, Zofia Nalepińska). Również w Paryżu, grupa zaczęła czerpać ze sztuki Bizancjum i Rusi Kijowskiej. Bojczuk marzył o odrodzeniu kultury ukraińskiej opierającej się na zasadach orientalizmu. Często bywał w Tatrach, gdzie dokonał m.in. pierwszego zimowego wejścia bez nart na Liliowe, Skrajną Turnię i Pośrednią Turnię (z Mariuszem Zaruskim) oraz przejścia przez Zawrat (z Mariuszem Zaruskim i Teodorem Czarneckim).
1909 – założył pracownię sztuki neobizantyjskiej
1910-1911 – brał udział w pokazach sztuki we Włoszech.
1911-1912 – powrócił do Lwowa, pracował nad monumentalizmem, odrestaurowywał ikony w Narodowym Muzeum we Lwowie, zaprojektował kościół ojców Bernardynów.
1912-1914 – przewodniczył pracom restauracyjnym w świątyni w guberni czernihowskiej.
Podczas I wojny światowej zesłany do Arzamasu.
1917 – pracuje nad freskami w Soborze Sofijskim w Kijowie.
1924 – został profesorem Kijowskiego Instytutu Sztuk Pięknych.
Listopad 1926 – maj 1927 – Bojczuk wraz z żoną oraz uczniami: Iwanem Padałką i Wasylem Sedlarem udał się w podróż po Niemczech, Francji i Włoszech. Owa podróż stała się później oficjalną przyczyną aresztowania artysty, rzekomo podejrzanego o uczestnictwo w kontrrewolucyjnej organizacji.
25 listopada 1936 – został aresztowany przez NKWD.
13 lipca 1937 – artysta wraz z uczniami został rozstrzelany w Kijowie. Zofia Nalepińska-Bojczuk została stracona 11 grudnia 1937 roku. Po tych wydarzeniach pozostali uczniowie Bojczuka nie współpracowali już dalej.
W 1952 roku wydano nakaz zniszczenia wszystkich dzieł Bojczuka znajdujących się w muzeum we Lwowie. Niektóre jego prace udało się odzyskać dzięki lwowskiej artystce Jarosławnie Muzyci, które przechowała monumentalistyczne dzieła malarza.
Uczniowie Mychajła Bojczuka: Tymofij Bojczuk (brat), Kyryło Gwozdyk, Antonina Iwanowna, Serhij Kołos, Oksana Pawłenko, Iwan Padałka, Aleksander Myzin, Wasyl Sedljar, Mykoła Rokicki.
W swojej twórczości nawiązywał do meksykańskiego artysty – Diego Rivery. Oprócz tego, od 1909 roku pracował również w dziedzinie grafiki.

## Upamiętnienie
- 1990 – ustanowiono artystyczną nagrodę imienia Mychajła Bojczuka w Tarnopolu
- 1991 – we Lwowie, Kijowie i Tarnopolu odbyła się wystawa: „Bojczuk i bojczukiści, bojczukizm”
- 1992 – we wsi Romaniwka Bojczukowi i jego braciom postawiono pomnik
- 2000 – imię Mychajła Bojczuka nadano Kijowskiemu Instytutowi Sztuki i Designu.